# Velvet Revolver
Pour les articles homonymes, voir Revolver (homonymie) et Velvet.
Ne doit pas être confondu avec The Velvet Underground.
Velvet Revolver est un supergroupe de hard rock américain, originaire de Rancho Santa Margarita, en Californie. Formé en 2002, il est alors composé de Slash, Duff McKagan, Matt Sorum (trois membres de Guns N' Roses), de Scott Weiland (Stone Temple Pilots) et de Dave Kushner.
Après une pause depuis 2008, le groupe se réunit pour un concert de charité en 2012.

## Biographie

### Formation (2002–2003)

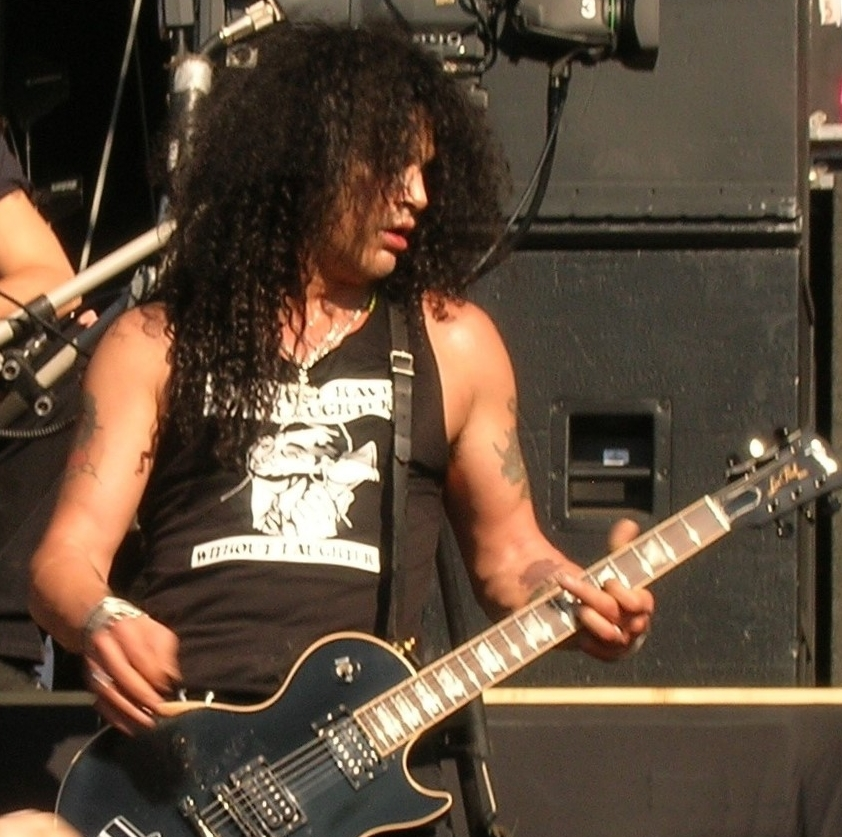
Le guitariste Slash lors d'un concert à Nimègue.

Après la mort du musicien Randy Castillo à la suite d'un cancer en 2002, Slash, McKagan, et Sorum  jouent un concert de charité pour récolter des fonds en la mémoire de Castillo avec Josh Todd et Keith Nelson des Buckcherry, et B-Real et Sen Dog de Cypress Hill. Remarquant que leur relation musicale est restée intacte, le trio commence à  répéter avec Todd et Nelson, travaillant sur ce q ui deviendra Dirty Little Thing mais décident finalement de ne pas former un groupe avec eux,. Pendant un concert de Loaded au Viper Room de West Hollywood, McKagan re-présente Kushner à Slash, puisqu'ils étaient d'anciens camarades d'école et de lycée,. Kushner est invité à jammer avec le groupe et rapidement invité par Slash à les rejoindre. Leur ancien collègue des Guns N' Roses, Izzy Stradlin, se joint aussi à eux pendant deux semaines suggérant finalement que « Duff et [Stradlin] chanteront et [ils] feront la tournée des clubs dans un van. » Slash explique dans son autobiographie qu'il ne savait pas si Stradlin était sérieux ou non. Après l'audition de Kelly Shaefer d'Atheist et Neurotica, Stradlin quitte le groupe.
L'audition de Shaefer étant infructueuse, le quatuor continue à chercher un chanteur, et VH1 filme les auditions à une période durant laquelle ils avaient baptisé le projet The Project. Le documentaire qui en résulte est diffusé comme VH1 Inside Out: The Rise of Velvet Revolver. Un grand nombre de chanteurs auditionne pour le groupe, dont Steve Ludwin, de Carrie et Little Hell, Todd Kerns, ancien membre de Age of Electric,,, Sebastian Bach, ex-Skid Row, Shawn Albro d'U.P.O, Travis Meeks de Days of the New, Myles Kennedy, ex-The Mayfield Four, décline l'invitation de Sorum à participer aux auditions, Ian Astbury de The Cult et Mike Patton de Faith No More, déclineront aussi l'offre. Le groupe voulait également auditionner Scott Weiland, chanteur des Stone Temple Pilots, qui s'est lié d'amitié avec McKagan après s'être rencontré dans une salle de gym,. Weiland a aussi joué sur la même affiche que Kushner. Weiland recevra deux disques de matériel, et expliquera que le premier disque « c'était comme si Bad Company était tombé au plus bas ». Après l'écoute du second disque, Weiland aura un point de vue plus positif, le comparant aux Stone Temple Pilots pendant l'ère Core. Mais il refusera car les Stone Temple Pilots étaient encore actifs.
Après la séparation des Stone Temple Pilots en 2003, le groupe envoie un nouveau morceau à Weiland, qu'il emmènera dans son studio pour ajouter les parties vocales. Ce morceau deviendra finalement Set Me Free,. Weiland hésitera encore à se joindre au groupe, bien qu'il ait édité et donné le morceau au groupe et joue au Mates. Ils enregistrent deux morceaux avec le producteur Nick Raskulinecz, une autre version de Set Me Free et une reprise du morceau Money de Pink Floyd pour la bande son du film The Hulk et Braquage à l'italienne, respectivement. Weiland se joint au groupe peu de temps après. Set Me Free atteint la 17e place du Mainstream Rock Chart sans aucune promotion radio ou de label. C'est avant le tournage de The Hulk aux Universal que le groupe choisit un nom. Après avoir regardé un film aux Revolution Studios, Slash apprécie le début du mot Revolver pour ses multiples usages ; le nom d'une arme à feu, et le nom d'un album des Beatles. Il suggère Revolver aux autres membres, et Weiland répond par Black Velvet Revolver. Finalement, ils adoptent le nom de Velvet Revolver, l'annonçant lors d'une conférence de presse et d'une performance au El Rey Theatre, jouant le morceau Set Me Free et Slither

### Suites et séparation (2004–2008)
Contraband sort en 2004 atteignant la première place des charts américains dès la première semaine. Ils participent à la bande originale du film Hulk avec la chanson Set Me Free. En 2005, ils obtiennent le Grammy Award de meilleure performance hard rock avec la chanson Slither.
Libertad, leur second album, sort le 3 juillet 2007. Le 2 avril 2008 le groupe annonce qu'il se sépare de Scott Weiland. Slash annonce que Velvet Revolver poursuit néanmoins son existence et réfute les rumeurs d'arrivée de Myles Kennedy, le chanteur d'Alter Bridge.
En 2009, les membres de Velvet Revolver s'occupent de leurs projets en solo respectifs. Duff McKagan sort un album avec son groupe Loaded et part en tournée. Slash enregistre son premier album solo Slash qui sort en avril 2010 et part en tournée mondiale. 

### Années 2010
En juin 2010, Slash déclare que le prochain album de VR serait plus orienté vers le hard rock que Libertad. En 2011, une rumeur annonce le chanteur du prochain album comme étant Corey Taylor (Slipknot, Stone Sour). Différents médias alimentent la rumeur notamment le magazine britannique Kerrang!, de septembre 2011. Le bassiste même de Velvet Revolver, Duff McKagan aurait déclaré au site Music Radar, que le groupe avait enregistré quelques chansons avec Corey Taylor, mais que ceci ne faisait pas forcément de Corey Taylor le nouveau chanteur de Velvet Revolver.
Le 12 janvier 2012, Velvet Revolver se produit sur scène, avec la participation exceptionnelle de Scott Weiland, à la House of Blues de Los Angeles pour un concert en hommage à John O'Brien. Le 14 mai 2012, Scott Weiland annonce son retour dans le groupe tandis que Slash dément ces propos. En mai 2014, Slash annonce que des auditions de chanteurs sont prévues prochainement. Scott Weiland meurt le 3 décembre 2015 d'une surdose accidentelle de cocaïne, de MDA et d'alcool alors qu'il est en tournée à Bloomington, Minnesota, avec son groupe The Wildabouts,.

## Membres

### Derniers membres
- Dave Kushner - guitare rythmique
- Duff McKagan - basse
- Matt Sorum - batterie
- Slash - guitare solo

### Anciens membres
- Scott Weiland - chant

## Discographie

### Albums studio
- 2004 : Contraband (8 juin)
- 2007 : Libertad (3 juillet)

### EP
- 2007 : Melody and the Tyranny (EP) (6 juin)

### DVD
- 2010 : Live In Houston (DVD live) (16 novembre)
- 2012 : Let It Roll (DVD live) (21 mai)